# Diócesis de Tianjin
La diócesis de Tianjin o de Tientsin (en latín: Dioecesis Tienzinensis y en chino: 天主教天津教区) es una circunscripción eclesiástica de la Iglesia católica en China. Se trata de una diócesis latina, sufragánea de la arquidiócesis de Pekín. Desde el 8 de junio de 2019 su obispo es Melchior Shi Hong-zhen, aunque para el Anuario Pontificio es sede vacante desde el 14 de junio de 1951.

## Territorio y organización

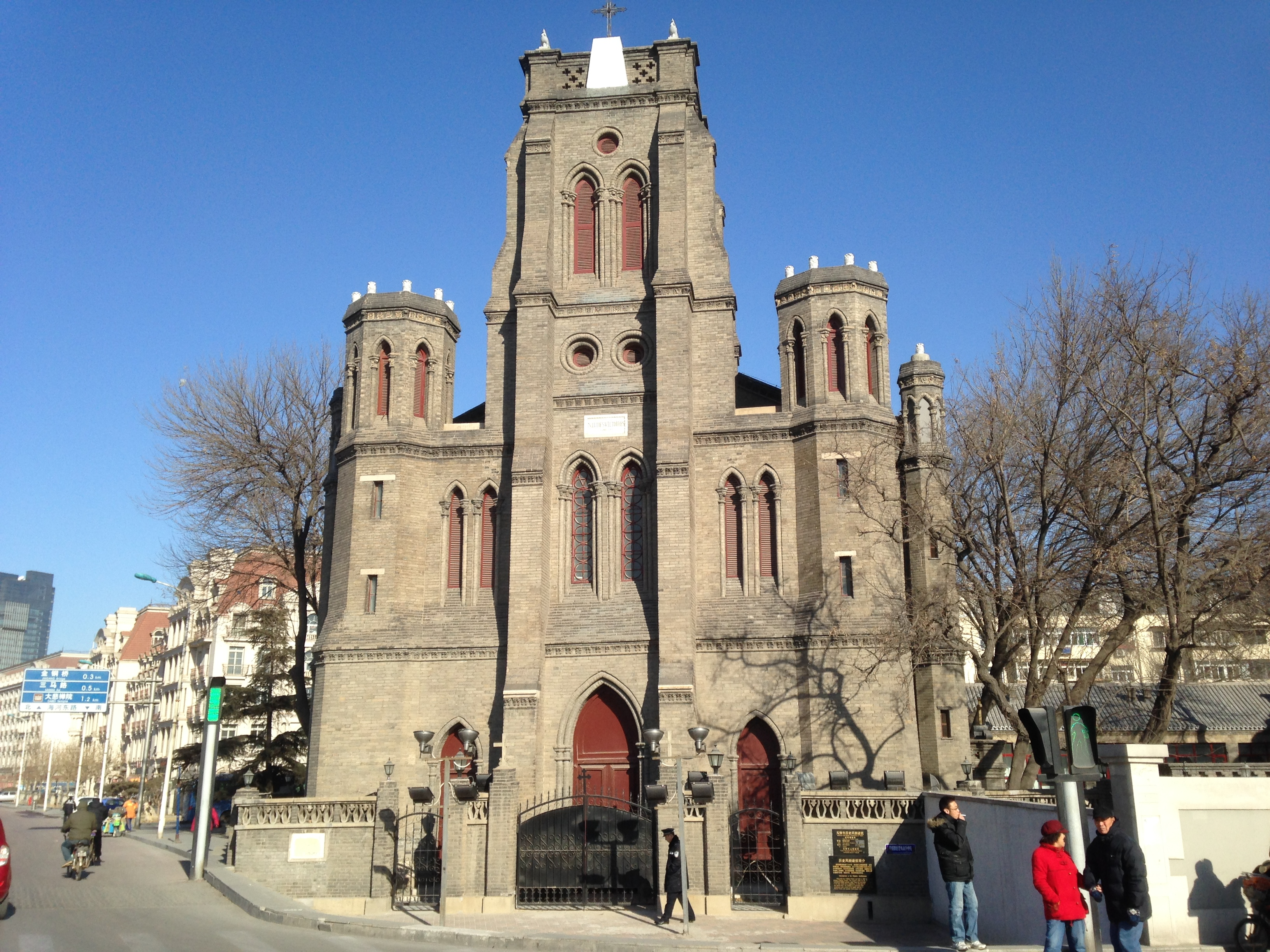
Excatedral de Nuestra Señora de las Victorias

La diócesis tiene 12 560 km² y extiende su jurisdicción sobre los fieles católicos de rito latino residentes en el municipio de Tianjin. 
La sede de la diócesis se encuentra en la ciudad de Tianjin, en donde se halla la Catedral de San José y la excatedral de Nuestra Señora de las Victorias, dañada por un terremoto en 1976 y reconstruida en 1983.
En 2024 en la diócesis existían 21 parroquias.

## Historia
En 1847 el catolicismo comenzó a introducirse en Tianjin. En 1860 se estableció la Concesión francesa de Tientsín y en 1861 el padre Wei Rumei llegó a la misión francesa para predicar en la ciudad y comenzó a construirse la iglesia de Nuestra Señora de las Victorias. Entre el 19 y el 21 de junio de 1870 se produjo la Masacre de Tianjin, en la que 60 católicos fueron asesinados, entre ellos 2 sacerdotes y 10 monjas de Francia. Entre 1898 y 1901 se produjo el Levantamiento de los bóxers, que tuvo a Tianjin como uno de los centros anticristianos, lo que derivó en la ocupación de la ciudad por las 8 potencias aliadas y el establecimiento de las 8 concesiones, algunas de las cuales duraron hasta el final de la Segunda Guerra Mundial.
El vicariato apostólico de Ce-li Marítimo fue erigido el 27 de abril de 1912 con el breve Nobis in hac del papa Pío X, obteniendo el territorio del vicariato apostólico de Ce-li Septentrional (hoy arquidiócesis de Pekín).
En 1914 se construyó la iglesia de San José en el área de la concesión francesa, que pasó a ser la nueva catedral.
El 3 de diciembre de 1924 tomó el nombre de vicariato apostólico de Tientsin, en virtud del decreto Vicarii et Praefecti de la Congregación de Propaganda Fide.
El 11 de abril de 1946 el vicariato apostólico fue elevado a diócesis con la bula Quotidie Nos del papa Pío XII.
El 15 de enero de 1949 Tianjin fue ocupada por el Partido Comunista de China, que se impuso en la guerra civil y proclamó la República Popular China el 1 de octubre de 1949. Todos los misioneros extranjeros fueron expulsados de China comunista. En 1951 China comunista y la Santa Sede rompieron relaciones diplomáticas, reconociendo la Santa Sede a la República de China en Taiwán como el legítimo gobierno chino.
La Asociación Patriótica Católica China fue creada con el apoyo de la Oficina de Asuntos Religiosos de la República Popular de China en 1957, con el objetivo de controlar las actividades de los católicos en China. Su nombre público es Iglesia católica china y es referida como la "Iglesia oficial" en contraposición a la "Iglesia subterránea" o "Iglesia clandestina" leal a la Santa Sede.
En el período de 1966 a 1976 la Revolución Cultural se ensañó especialmente contra la religión, destruyéndose numerosas iglesias.
Tras la readmisión de los cultos en China, el 15 de agosto de 1980 se reabrió la catedral.
Joseph Li Side fue ordenado obispo "clandestino" y gozó de gran autoridad en la diócesis. El obispo "oficial", Joseph Li Depei, ordenado en 1963, nunca pudo ejercer su cargo debido a la negativa de los católicos a seguirlo. A su muerte en 1991, el obispo auxiliar "clandestino", Joseph Shi Hongchen, ordenado en 1982 por Li Side, decidió unirse a la Asociación Patriótica Católica China, sucediendo así a Li Depei al frente de la diócesis "oficial"; falleció el 3 de marzo de 2005.
Después de que el papa Benedicto XVI emitiera una carta pastoral el 30 de junio de 2007, en el primer semestre de 2008 la diócesis de Tianjin logró la unidad de las Iglesias clandestina y oficial bajo el liderazgo del obispo ortodoxo Li Side. El 14 de marzo de 2008 todos los sacerdotes de la diócesis obedecieron al obispo Li Side, quien murió el 8 de junio de 2019.
El 22 de septiembre de 2018 se firmó en Pekín el Acuerdo provisional entre la Santa Sede y la República Popular de China sobre el nombramiento de los obispos. El 22 de octubre de 2020 el acuerdo fue prorrogado por otros dos años y en octubre de 2022 por otros dos años más.
Debido a la situación particular de la Iglesia católica en China, la Santa Sede no nombra obispos para las diócesis chinas, que son sedes oficialmente vacantes incluso en presencia de obispos reconocidos por Roma.

## Estadísticas
Según el Boletín de la Santa Sede del 27 de agosto de 2024 la diócesis tenía a mediados de 2024 circa 56 000 fieles bautizados.
| Año                                                                             | Población            | Población | Población      | Sacerdotes | Sacerdotes    | Sacerdotes    | Bautizados por sacerdote | Diáconos permanentes | Religiosos | Religiosos | Parroquias |
| Año                                                                             | Bautizados católicos | Total     | % de católicos | Total      | Clero secular | Clero regular | Bautizados por sacerdote | Diáconos permanentes | Varones    | Mujeres    | Parroquias |
| ------------------------------------------------------------------------------- | -------------------- | --------- | -------------- | ---------- | ------------- | ------------- | ------------------------ | -------------------- | ---------- | ---------- | ---------- |
| 1950                                                                            | 50 000               | 3 600 000 | 1.4            | 84         | 29            | 55            | 595                      |                      | 74         | 122        | 23         |
| 2024                                                                            | circa 56 000         |           |                | 62         |               |               |                          |                      |            |            | 21         |
| Fuente: Catholic-Hierarchy, que a su vez toma los datos del Anuario Pontificio. |                      |           |                |            |               |               |                          |                      |            |            |            |

La diócesis de Tianjin cuenta con alrededor de 56.000 fieles, distribuidos en 21 parroquias, atendidos por 62 sacerdotes y un buen número de monjas.
Según algunas fuentes estadísticas, en 2012 la diócesis contaba con 100 000 fieles, con 430 sacerdotes y cerca de 40 religiosas. La parroquia de la catedral contaba en 2011 con 30 000 fieles.

## Episcopologio
- Paul-Marie Dumond, C.M. † (27 de abril de 1912-21 de julio de 1920 nombrado vicario apostólico de Ganzhou)
- Jean de Vienne de Hautefeuille, C.M. † (12 de julio de 1923-14 de junio de 1951 retirado)
  - Sede vacante
  - Johannes Zhang Bi-de † (1951-13 de febrero de 1953) (administrador apostólico)
  - Alphonsus Tchao † (13 de febrero de 1953-1981) (administrador apostólico)
  - Joseph Li Depei † (14 de mayo de 1963 consagrado-13 de julio de 1991 falleció) (obispo oficial)
  - Joseph Li Side † (15 de junio de 1982 consagrado-8 de junio de 2019 falleció) (obispo clandestino)
  - Joseph Shi Hongchen † (26 de mayo de 1992-3 de marzo de 2005 falleció) (obispo oficial)
  - Melchior Shi Hong-zhen (8 de junio de 2019 por sucesión-27 de agosto de 2024 reconocimiento como obispo oficial)
- Melchior Shi Hong-zhen, desde el 27 de agosto de 2024[12]